# Giorgio Faletti
Pour les personnes ayant le même patronyme, voir Faletti.
Giorgio Faletti, né le 25 novembre 1950 à Asti et mort le 4 juillet 2014 à Turin, est un romancier, chanteur et acteur de cinéma et de télévision italien. Il a résidé dans l'île d'Elbe.

## Biographie
Après avoir obtenu son diplôme en droit, Giorgio Faletti commence sa carrière comme acteur humoristique au Derby Club de Milan (it), le même lieu où a débuté la carrière d'acteurs comme Diego Abatantuono, Teo Teocoli, Massimo Boldi, Paolo Rossi et Francesco Salvi.
Il écrit des chansons qu'il interprète lui-même, prenant part à trois reprises au Festival de musique de Sanremo entre 1992 et 1995. Il compose également des chansons pour Mina et pour deux albums d'Angelo Branduardi, Camminando camminando (1996) et Il dito e la luna (1998).
En 2002, il publie un roman policier, Io uccido (Je tue) qui s'est vendu à 3,5 millions d'exemplaires en Italie. Depuis, il publie un nouveau roman chaque année.
Au cinéma, Faletti joue l'un des rôles principaux dans la comédie pour adolescents Notte prima degli esami, film pour lequel il est nommé en 2006 pour le David di Donatello du meilleur acteur dans un second rôle. En 2007, il compose l'album In territorio nemico pour Milva.
Il meurt à l’hôpital Le Molinette à Turin le 4 juillet 2014 d'un cancer du poumon, maladie que ses proches et lui-même avaient gardée secrète,.

## Œuvre

### Romans
- Io uccido (2002) Publié en français sous le titre Je tue, Paris, Flammarion, « Noir », 2004 ; réédition, Paris, J'ai lu. Thriller no 7828, 2005 et 2013
- Niente di vero tranne gli occhi (2004) Publié en français sous le titre Droit dans les yeux, Paris, Flammarion, « Noir », 2006 ; réédition, Paris, J'ai lu. Thriller no 8276, 2007
- Fuori da un evidente destino (2006)
- Io sono Dio (2009)
- Appunti di un venditore di donne (2010) Publié en français sous le titre Seuls les innocents n'ont pas d'alibi, Paris, Éditions Robert Laffont, 2012 ; réédition, Paris, Pocket no 15424, 2013
- Tre atti e due tempi (2011) Publié en français sous le titre Onze contre un, Paris, Éditions Robert Laffont, 2013

### Recueils de nouvelles
- La ragazza che guardava l'acqua (2007)
- Pochi inutili nascondigli (2008)

### Nouvelles isolées
- Ospite d'onore, dans Crimini (2005)
- La ricetta della mamma, dans Giallo Uovo (2006)
- Per conto terzi, dans Crimini italiani (2008)
- La torta nera, dans Le nuove ricette del cuore (2008)

### Autres publications
- Porco il mondo che ciò sotto i piedi (1994)
- Da quando a ora (2012)

## Filmographie partielle
Giorgio Faletti a joué dans seize films, téléfilms et séries télévisées dont :
- 1998 : Elvjs e Merilijn (it), film italien réalisé par Armando Manni (de)
- 2005 : Notte prima degli esami, film italien réalisé par Fausto Brizzi
- 2007 : La Nuit avant les exams 2 (Notte prima degli esami - Oggi (it)), film italien réalisé par Fausto Brizzi
- 2007 : Béton armé (Cemento armato) de Marco Martani
- 2009 : Baarìa, film franco-italien réalisé par Giuseppe Tornatore

## Anecdotes
Faletti est un partisan du club italien de football, la Juventus.